# 圣特奥托纽
圣特奥托纽是葡萄牙贝雅区的一个堂区。总面积303.1平方公里，总人口5019人，人口密度16.6人/平方公里。